# 金朝覲
金朝覲（1785年—1840年），字西侯，号午亭，一号鑾坡，内务府镶黄旗汉军人。嘉庆戊辰科举人，辛未科进士。
历任四川雅州府榮经县知县，崇庆州知州等职。

## 家族及關聯
曾祖金文煇；祖父金鉸；父親金成璞。
金朝覲是程伟元的学生，有族亲金玉麟，道光戊戌科进士、金錫蕃，同治四年乙丑科进士。